# John Henry Newman Felsőoktatási Képzési Központ
A John Henry Newman Felsőoktatási Képzési Központ Sümeg Város Önkormányzata és a John Henry Newman Oktatási Központ együttműködésével alapított közösségi főiskola. Az intézmény 2016. január 20-án nyerte el működési engedélyét, amelyez 2016. október 18-án vontak vissza.

## Történet

### Alapításkori kormányzati szándék
Magyarország Kormányának felsőoktatási koncepciója, a „Fokozatváltás a felsőoktatásban. A teljesítményelvű felsőoktatás fejlesztésének irányvonalai” című dokumentum az oktatás-képzés területén megfogalmazott stratégiai céljainak megfelelően szorgalmazza az intézmények közötti oktatási és kutatási együttműködések kialakítását, közös képzések indítását, a meghatározó intézmények mentori szerepének megerősítését, a hallgatók gyorsabb fejlődését segítő hálózatok kialakítását. A koncepció indoklásában leszögezi, hogy a felsőfokú oktatás számos területén szükséges az országos kínálati lefedettség biztosítása, ehhez azonban nem rendelkezik, nem is rendelkezhet minden intézmény megfelelő minőségű és mennyiségű erőforrással, tehát ezek racionális megosztása indokolt. A célkitűzés megvalósításához rendelt akciók között szerepelnek a következők:
•	A közösségi főiskolák biztosította infrastrukturális keretek között a jelenleg korlátozott felsőoktatási kínálattal rendelkező régiókban is bővíthető a minőségi képzési kínálat; ennek érdekében az ágazati szakpolitikának ösztönöznie kell az intézményeket a képzések kihelyezésére.
•	Valamennyi jelenlegi képzési hely fenntartásával és a közösségi főiskolák adta keretek megteremtésével megvalósul a felsőfokú képzés területén az országos lefedettség biztosítása; egyes területeken speciális, duális képzőközpontok kialakításával bővülhet a felsőfokú képzések regionális kínálata.

### Alapítói szándék
A John Henry Newman Felsőoktatási Képzési Központ mint közösségi főiskola a helyi közösség és vállalkozások felé irányuló tudásszolgáltatás kereteit teremti meg, illetve jelentős a szerepe a regionális értelmiségképzés és a kiművelt emberfők megtartása terén. A sümegi közösségi főiskola a felsőfokú képzések működtetéséhez szükséges infrastruktúrát biztosítja, és különböző egyetemekről, főiskolákról a térségi munkaerőpiaci igényeknek megfelelő szakokat telepít az adott helyre.

### Nevelési program és sajátosságai
A sümegi közösségi főiskola nevelési programjának célja, hogy képzési és tudományos tevékenységében az evangéliumi kinyilatkoztatás emberképét mutassa fel, amely minden, Isten képére és hasonlatosságára teremtett emberi lénynek nemre, bőrszínre, műveltségre, társadalmi rangra tekintet nélkül egyenlő emberi méltóságot biztosít. Az intézmény feladata olyan interdiszciplináris képzés biztosítása a hallgatók számára, amelyben megjelennek a képzési és kimeneti követelményekben nem szereplő, az adott tananyagot tovább mélyítő, a társadalmi kohéziót középpontba helyező témakörök. Társadalmilag érzékeny és jól informált értelmiségiek képzése, a hallgatók önkiteljesedésének, szakmai önmegvalósításának elősegítése. Olyan keresztény közösség működtetése, amely elősegíti a tagok későbbi társadalmi, közéleti aktivitását, szerepvállalását.
A Felsőoktatási Képzési Központ névadója John Henry Newman a brit empirikus hagyományok és a tradicionális keresztény egyetem folytatójaként és megújítójaként vallotta, hogy minden tudáselem szerves egységet alkot, a különálló tudományok részei az egésznek, ezért értelmetlen a tudományágak éles elhatárolása. Ezen alapvetést a következőképp fogalmazta meg: „Ha valamely egész részének vesszük, egy tudomány teljességgel más mesét mond, mint aminőt önmagában, a többi „őrállása” nélkül. Ha a hallgató egyetlen tárgyra korlátozza olvasmányait, bármennyire előmozdíthatja is ezzel a munkamegosztással valamely törekvésben való haladását (…), ezzel bizony kiteszi magát a szűklátókörűség veszélyének”. A holisztikus keresztény képzési-nevelési modell legfőbb hozadékát abban látta, hogy olyan szabad légkört teremt a hallgatók körül, mely képes a bennük rejlő képességek teremtő kibontakoztatására, vagyis elsősorban nem a szak- specifikus tudás átadását, hanem a világra való nyitottság kialakítását és a készségfejlesztést tekintette a felsőoktatás fő céljának és gyakorlati hasznának.

## Jövőegyetem könyvek
A John Henry Newman Felsőoktatási Képzési Központ az oktatási feladatokkal párhuzamosan kutatási és tananyag-fejlesztési tevékenységet végez, a tananyagokhoz kapcsolódó tankönyvkiadást hozzáférhetővé teszi a felsőoktatási hallgatókon kívül a széles olvasóközönség számára is.

## Szenátus
A John Henry Newman Felsőoktatási Képzési Központ felsőoktatási szolgáltatásainak stratégiai irányait meghatározó legmagasabb szintű döntés-előkészítő testülete a társadalmi szenátus, melynek alapításkori tagjai:
- Kertész-Bakos Ferenc a közösségi főiskola alapító elnökeként,
- Michael Nobel,
- Horváth István,
- Herdics György,
- Niklós András,
- Somogy György,
- Kaiser Mihály.

## Szakok és kurzusok
Az alapítás évében az intézmény gazdaságtudományi területen hirdetett
- gazdálkodási és menedzsment,
- kereskedelem és marketing

alapszakokat, továbbá 
- Közpolitikai Akadémiát alapított nyitott vitaestek, előadások, a Kárpát-medence számos pontját érintő előadókörutak szervezése és lebonyolítása, a nemzeti értékek és a keresztény tradíció alapján gondolkodó szellemi elit mozgósítja céljából.

### MTI és sajtóhírek
- Magyar Távirati Iroda
- Archiválva 2020. augusztus 13-i dátummal a Wayback Machine-ben Edupress